# Ali Ahmad Khan

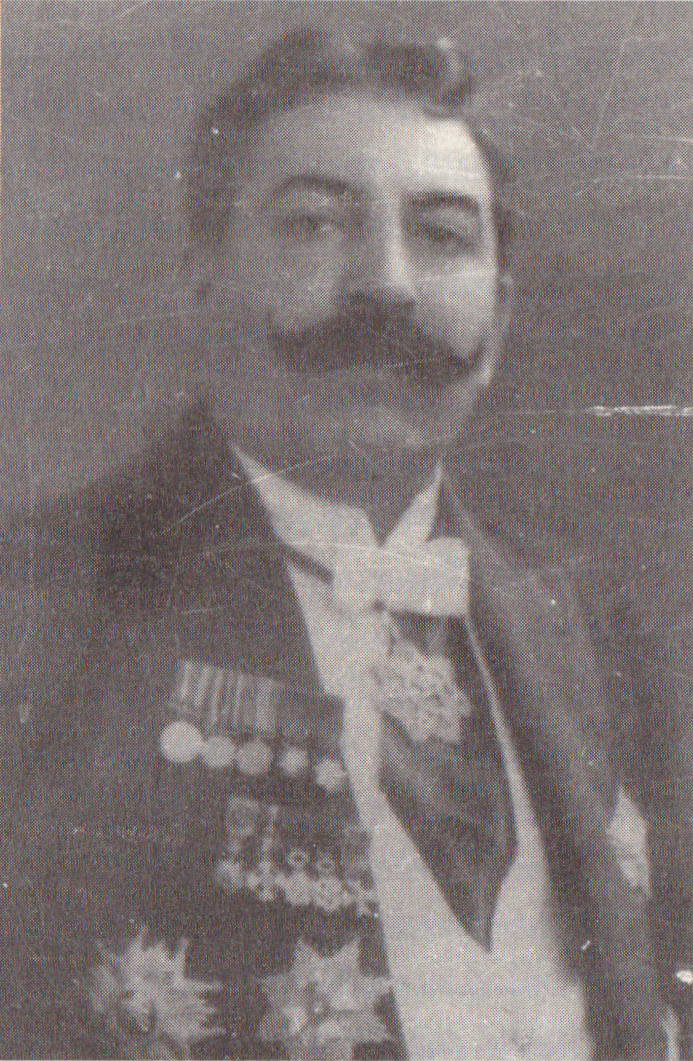
Ali Ahmad Khan vermutlich vor 1929

Ali Ahmad Khan Luynab (* 1883 in Maschhad, Iran; † 11. Juli 1929 in Kabul, Afghanistan) war ein afghanischer Politiker der Barakzai-Dynastie. Er war womöglich selbsternannter Emir im Osten Afghanistans zwischen Januar und Februar 1929.

## Leben
Er kam im Jahr 1883 in Maschad zur Welt. Der Ort gehörte damals zum Perserreich. Er nahm eine führende Rolle im Frieden von Rawalpindi ein, der den Dritten Anglo-Afghanischen Krieg beendete.
Von 1924 bis 1925 versammelten sich die Stämme der Khogyani und Shinwari, um die Khost-Revolte zu unterdrücken. Diese Revolte diente dazu, den ehemaligen König Amanullah Khan zu stürzen. Er diente auch als Hochkommissar der östlichen und südlichen Provinzen.
Im Afghanischen Bürgerkrieg zwischen 1928 und 1929 wurde ihm befohlen, einen Aufstand der Shinwari niederzuschlagen. Dieser endete im Dezember 1928. Nachdem Inayatullah Khan am 17. Januar 1929 die Kontrolle über Kabul an Habibullah Kalakâni abgegeben hatte, schuf er eine rivalisierende Regierung, die sich auf Dschalalabad konzentrierte. Alis Regierungszeit erwies sich jedoch als kurzlebig. Malik Qays vom Khugyani-Stamm, der sich ursprünglich mit Ali verbündet hatte, siedelte zu Kalakani über. Ali wurde gefangen genommen; seine Herrschaft endete am 9. Februar 1929. Jedoch konnte er später aus der Haft entkommen und suchte mit seinen Söhnen Ghulam und Nur Zuflucht in Kandahar. 
Am 31. Mai oder 3. Juni 1929 fiel nun auch Kandahar an Einheiten von Habibullah Kalakani  
Der ehemalige Emir wurde im Haus einer Hazara-Familie gefunden. Sein Sohn Nur wurde an Ort und Stelle getötet, während Ali selbst verhaftet und zusammen mit Abd al-Shakur Khan (Justizchef), Sad al-Din Khan (Abd al-Shakur Khans Sohn) und Abd al-Wasi nach Kabul geschickt wurde. Als Ali Ahmad Khan dort ankam, wurde er nackt ausgezogen und durch die Basare geführt. Danach blieb er über einen Monat in Kabul eingesperrt. Am 11. Juli 1929 wurde er hingerichtet.